# Charles-Avila Wilson
Pour l’article homonyme, voir Wilson.
Charles-Avile Wilson (10 décembre 1869-7 avril 1936) est un avocat et homme politique fédéral du Québec.

## Biographie
Né à l'Île Bizard dans la région de Montréal, il devient député de la circonscription fédérale de Laval en 1908. Réélu en 1911, il ne se représente pas en 1917. Il devient par la suite juge.